# Alain Souchon
Alain Souchon, de nacimiento Alain Kienast, es un cantautor y actor cinematográfico francés.

## Biografía
Nació en 1944, en Casablanca, Marruecos, pero poco después su familia fue a vivir a París, ciudad en la que reside desde entonces y donde se formó con Mireille Hartuch.
En 1971, actúa en cabarets y en pequeñas salas, y consigue su primer contrato discográfico con Pathé Marconi, que edita 3 discos EP, pero sin éxito. 
En 1973, siquiendo el consejo de Bob Socquet, director artístico de la compañía discográfica RCA, se presenta al concurso la Rose d'Or de Antibes, Alpes Marítimos, Francia, con la canción L'amour 1830. Recibe el premio especial de la crítica y el premio de la prensa, pero no consigue tener éxito de público hasta el año siguiente, cuando empieza a colaborar con el compositor y arreglista Laurent Voulzy. Alain Souchon consigue su primer éxito, en 1974, con la canción "J'ai 10 ans" (tengo 10 años) del álbum del mismo título. 
En 1980, comienza su carrera como actor cinematográfico y, aunque consigue cierta notoriedad, él sigue considerándose como un cantante.
A pesar de que, por lo menos desde mediados de los años ochenta, es un cantante muy famoso en Francia y en algunos otros países francófonos, sigue siendo poco conocido, en la actualidad (principios del siglo XXI), en el resto del mundo.
Su canción más famosa es Foule sentimentale (traducción libre: somos unos sentimentales) (1994).

## Discografía
- J'ai dix ans (1974, RCA)
- Bidon (1976, RCA)
- Jamais content (1977, RCA)
- Toto 30 ans, rien que du malheur... (1978, RCA)
- Rame (1980, RCA)
- On avance (1983, RCA)
- Olympia 83 (1984, RCA)
- C'est comme vous voulez (1985, Virgin)
- Ultra moderne solitude (1988, Virgin)
- Nickel (1990, Virgin)
- C'est Déjà Ça (1993, Virgin)
- Au Ras Des Pâquerettes (1999, Virgin)
- Collection 1974-1984 (2001, RCA)
- Collection 1985-2001 (2001, Virgin)
- La Vie Théodore (2005, Virgin)
- 100 chansons (5 CD) (2007)
- A cause d'elles (2011, Virgin)

## Video
- Je veux du live (2 DVD) (2002, Virgin)

## PremiosVictoires de la musique
- 1986: Belle-île en mer, canción del año, y La Ballade de Jim, videoclip del año.
- 1990: Quand j'serai KO (canción del año)
- 1991: Nickel (álbum del año)
- 1994: Foule sentimentale (canción del año)
- 1994: Cantante masculino del año
- 1996: Défoule sentimentale (álbum del año)
- Foule sentimentale, canción de los últimos 20 años (Victoire des Victoires)

## Filmografía
- Je vous aime de Claude Berri, 1980.
- Tout feu, tout flamme de Jean-Paul Rappeneau, 1981.
- Verano asesino de Jean Becker, 1983.
- Le vol du Sphinx de Laurent Ferrier, 1984.
- L'homme aux yeux d'argent de Pierre Granier-Deferre, 1985.
- Comédie! de Jacques Doillon, 1987.
- Jane B. par Agnès V. de Agnès Varda, 1988.
- La Fête des pères de Joy Fleury, 1990.
- Pour Ushari Ahmed Mahmoud de Claire Denis, 1991.
- Contre l'oubli de Patrice Chéreau, 1991.